# Listrura tetraradiata
Listrura tetraradiata es una especie de peces de la familia Trichomycteridae en el orden de los Siluriformes.

## Morfología
• Los machos pueden llegar alcanzar los 4,4 cm de longitud total.
- Número de  vértebras: 47-49.[1]

## Hábitat
Es un pez de agua dulce y de clima tropical.

## Distribución geográfica
Se encuentran en Sudamérica: río Ibicuíba (Brasil ).